# Richland County (South Carolina)
 For alternative betydninger, se Richland County. (Se også artikler, som begynder med Richland County)
34°02′N 80°54′V / 34.033°N 80.900°V
Richland County er et county i delstaten South Carolina, USA, med 384 504 indbyggere. Administrationscentrum (county seat) er Columbia, der også er delstatshovedstad.
I countyet ligger Congaree National Park.

## Nabocounties
- Fairfield County, South Carolina - nord
- Kershaw County, South Carolina - nordøst
- Sumter County, South Carolina - øst
- Calhoun County, South Carolina - syd
- Lexington County, South Carolina - vest
- Newberry County, South Carolina - nordvest